# استیونز (پنسیلوانیا)
استیونز (به انگلیسی: Stevens) یک منطقهٔ مسکونی در ایالات متحده آمریکا است که در شهرستان لنکستر (پنسیلوانیا) قرار دارد. استیونز ۶۱۲ نفر جمعیت دارد.